# Irdjen
Irdjen (în arabă ارجن) este o comună din provincia Tizi Ouzou, Algeria.
Populația comunei este de 13.149 de locuitori (2008).